# Arpakshad
Arpakshad, Arpacschad, Arphaxad, (אַרְפַּכְשַׁד en hébreu qui se prononce ʾǎr·pǎḵ·šǎḏ), né en 1658 (entre le 31 août 2104 et le 19 août 2103 av JC) et décédé en 2096 (entre le 24 août 1666 et le 9 septembre 1665 av JC), à l’âge de 437 ans, est un personnage de la Genèse. Il est le 3e des cinq fils de Sem, fils de Noé. Ses frères sont, Elam, Assur, Lud et Aramet il est le père de Shélah.
Il est l'ancêtre des Chaldéens (Antiquité) (כַּשְׂדִּים en hébreu qui se prononce kǎś·dîm).
Il est le 12e patriarche de la généalogie de la Genèse qui retrace l'ascendance d'Abraham. En commençant par Adam, neuf noms antédiluviens sont donnés et neuf noms postdiluviens sont donnés, en commençant par le fils aîné de Noé, Sem, et en terminant par Terah.

Dans la version septante de la Bible, il est aussi le père de Caïnan. Selon le Livre des Jubilés, il aurait pris deux épouses après le déluge, soit, Rasueja, fille de Susan, fille d'Elam, fils de Noé avec laquelle il aurait eu un fils nommé Caïnan. Caïnan est également identifié comme le fils d'Arpacschad dans Luc 3:36. Par la suite, il aurait pris une seconde épouse du nom de Melka, fille de Madaï avec laquelle il aurait eut un autre fils du nom de Shélah. Selon le livre des Jubilées, il a également une sœur, une fille de Sem, qui a épousé Madaï, fils de Japhet. Selon la division des territoires entre les trois fils de Noé, Madaï aurait dû partager le territoire des Japhétites, mais il décida de demeurer sur le territoire des Sémites et il est devenu l'ancêtre des Mèdes.
Japhet et ses fils s'en allèrent en direction de la mer et habitèrent dans le territoire de leur part, mais Madaï voyant le territoire de la mer ne fut pas satisfait, et il implora une part de Cham, Assur et Arpachshad, le frère de sa femme, et il s'établit dans le pays de Media, à côté du frère de sa femme, jusqu'à ce jour.

Jubilées 10 : 35

## Identification
Certaines sources juives anciennes, en particulier les Jubilés, désignent Arpacschad comme l'ancêtre immédiat d'Ur et de Kesed, qui auraient fondé la ville d'Ara Kasdim (Ara de Chaldée) sur la rive ouest de l'Euphrate (Jubilés 11 : 3). La même banque où se trouve Ur, identifié par Leonard Woolley en 1927 comme Ur des Chaldéens.
Jusqu'à l'identification d'Ur par Woolley, de nombreux érudits juifs et musulmans considéraient Arpacschad comme une région du nord de la Mésopotamie. Cela a conduit à l'identification d'Arpacschad avec Urfa-Kasid (en raison de similitudes dans les noms ארפ־כשד et כשדים) - une terre associée aux Khaldis, que Flavius Josèphe a confondu avec les Chaldéens. Donald B. Redford a affirmé qu'Arpacschad doit être identifié avec Babylone.

## D'autres personnages portant le même nom
Un autre Arpaxad est référencé dans le Livre de Judith comme étant un roi des Mèdes. Cela pourrait être possible qu'un descendant des Mèdes ait porté le même nom considérant le lien de parenté qu'il y aurait entre eux. Il est dit que Madaï épousa la sœur d'Arpaxad. Cependant, puisque le Livre de Judith n'est pas canonique mais plutôt considéré tel un roman rédigé durant la Période du Second Temple, il est difficile de dire si ce personnage a réellement existé.

## Articles connexes

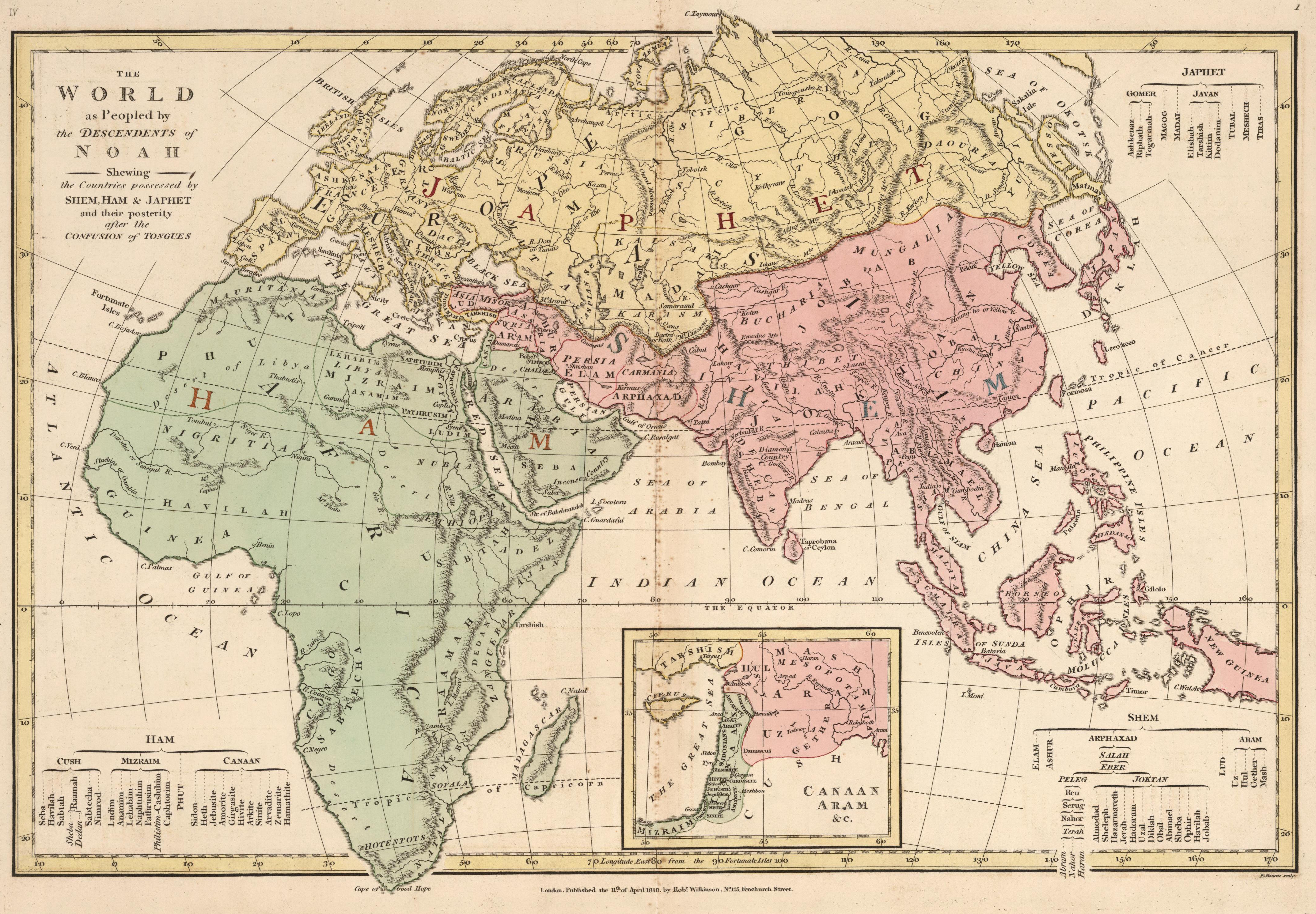
Robert Wilkinson's 1823 Carte des descendants de Noé

## Citation biblique canonique

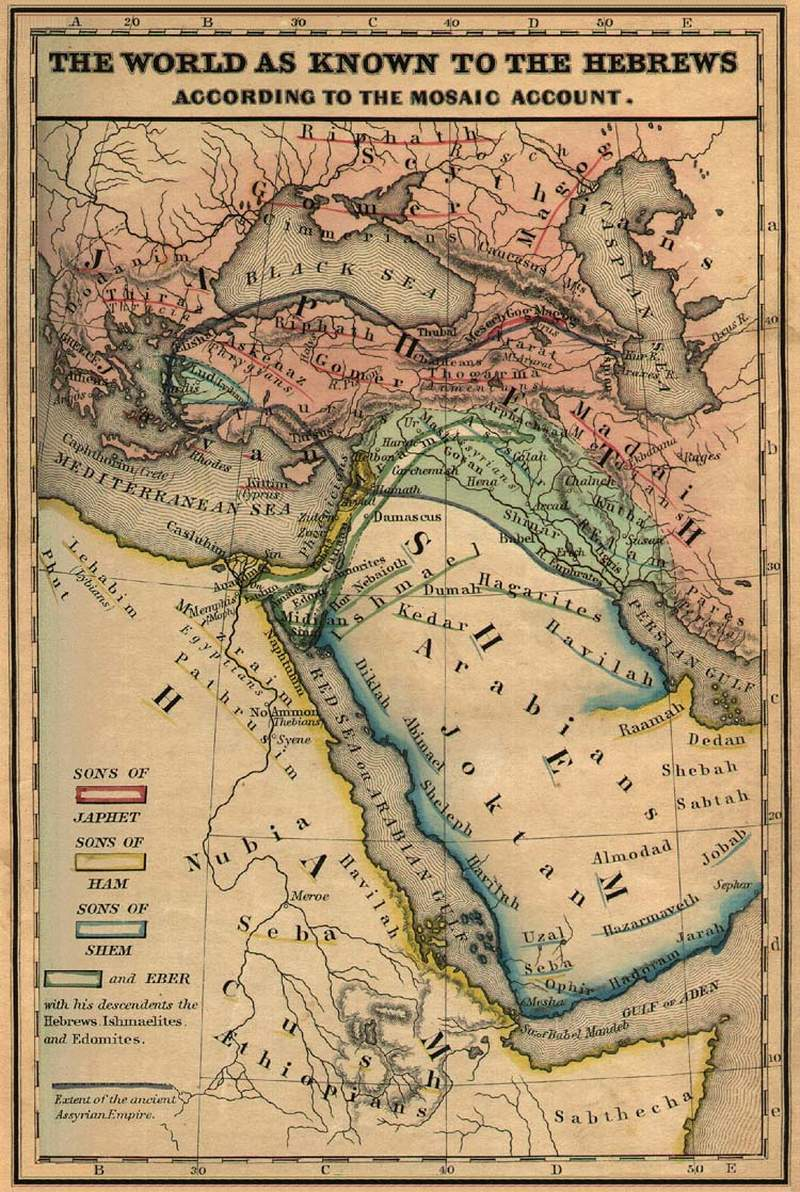
Le monde tel qu'il était connu par les Hébreux (carte de 1854)

Il naquit aussi des fils à Sem, père de tous les fils d’Héber, et frère de Japhet l’aîné. Les fils de Sem furent: Élam, Assur, Arpacschad, Lud et Aram. Les fils d’Aram: Uts, Hul, Guéter et Masch. Arpacschad engendra Shélah; et Shélah engendra Héber.
Gn 10.21–24
Voici la famille de Sem: Sem était âgé de 100 ans quand il engendra Arpacschad 2 ans après le Déluge. Après avoir engendré Arpacschad, Sem vécut 500 ans, il engendra des fils et des filles. Arpacschad avait vécu 35 ans quand il engendra Shélah. Après avoir engendré Shélah, Arpacschad vécut 403 ans, il engendra des fils et des filles.
Genèse 11:10-13
Fils de Sem : Élam, Assur, Arpacschad, Lud et Aram; Uts, Hul, Guéter et Méschec. Arpacschad engendra Shélah; et Shélah engendra Eber.
1Ch 1.16–18
Sem, Arpacschad, Shélah, Eber, Péleg, Rehu, Serug, Nachor, Térach, Abram, qui est Abraham.
1Ch 1.24–27
... fils de Kaïnam, fils d’Arphaxad, fils de Sem, fils de Noé, fils de Lamech,

Lc 3.35–36